# Wassyla Tamzali
Wassyla Tamzali (Bugia, Algèria, 10 de juliol de 1941) és una advocada i escriptora feminista i laïcista algeriana. Va treballar com a advocada a Alger des del 1966 fins al 1977, i l'any 1996 es va fer càrrec del programa de la UNESCO per la igualtat de gènere, que va dirigir durant vint anys, i, a partir de 1996, va dirigir el programa de cooperació per a la promoció de les dones en el Mediterrani.
Son pare va ser assassinat durant la Guerra d'Algèria, que ella qualifica de «guerra d'un poble contra un exèrcit, no d'un exèrcit contra un altre exèrcit,» i va créixer en una granja que els seus pares van comprar a colonitzadors francesos. Afirma que lluita pel dret de les dones i contra el fonamentalisme islàmic i els integristes religiosos. Es defineix a ella mateixa com a atea de tradició musulmana, i sosté que el feminisme islàmic no existeix, que aquest concepte va ser creat per dones europees convertides a l'islam i que va néixer a Barcelona. Afirma igualment que hi ha racisme contra els àrabs a Occident, les arrels del qual es troben en el colonialisme.
Ha publicat diversos llibres, entre els quals Une éducation algérienne, de la révolution à la décennie noire (2007), amb el qual va guanyar el premi d'assaig de France Tèlevision i el premi Bel Ami, Une femme en colère (2009) o El burka com a excusa (2011), entre d'altres.
L'any 2009 va rebre el Premi Mediterrani Cultura.